# Leon Lichtenstein
Leon Lichtenstein (ur. 16 maja 1878 w Warszawie, zm. 21 sierpnia 1933 w Zakopanem) – polsko-niemiecki matematyk, profesor matematyki Politechniki w Charlottenburgu, Uniwersytetu w Münsterze i Uniwersytetu w Lipsku. W swojej pracy naukowej zajmował się równaniami różniczkowymi, odwzorowaniami konforemnymi, rachunkiem wariacyjnym, teorią potencjału, hydromechaniką, astronomią, filozofią. Współzałożyciel i redaktor „Mathematische Zeitschrift”.

## Życiorys
Syn urzędnika Juliana Lichtensteina. Ukończył szkołę inżynierską w 1893, naukę uzupełnił w rządowej szkole realnej w Warszawie, po czym wstąpił na wydział mechaniczny Politechniki w Charlottenburgu. Po roku przerwał studia, przez rok pracował w fabryce maszyn drukarskich Jakuba Fajansa w Warszawie, służył ochotniczo w armii rosyjskiej i pracował w fabryce maszyn i pomp Augusta Repphana oraz w biurze inżyniera Słuckiego w Warszawie. Podjął studia na nowo w 1902, uzyskał dyplom inżyniera mechanika i studiował przez rok elektrotechnikę. Od 1902 do 1920 pracował w zakładach Siemens-Halske w Berlinie. W 1907 zdał niemiecką maturę i uzyskał stopień doktora nauk technicznych na Uniwersytecie Berlińskim na podstawie rozprawy Beiträge zur Theorie der Kabel, a potem doktora filozofii na podstawie pracy Zur Theorie der gewöhnlichen Differentialgleichungen. W 1910 habilitował się na Politechnice w Charlottenburgu. W 1918 został profesorem nadzwyczajnym, a w 1920 profesorem zwyczajnym. W 1920 powołany na katedrę Uniwersytetu w Münsterze, po roku przeniósł się na katedrę w Lipsku. Jego doktorantami byli m.in. Ernst Hölder, Erich Kähler, Aurel Wintner, Hermann Boerner i Karl Maruhn.
W 1918 był jednym z inicjatorów powstania „Mathematische Zeitschrift”, do końca życia był redaktorem naczelnym czasopisma. Od 1919 do 1927 redagował również „Jahrbuch über die Fortschritte der Mathematik”
Był członkiem czynnym Polskiej Akademii Umiejętności (1928), Saskiej Akademii Nauk (1925), Lwowskiego Towarzystwa Naukowego, członkiem Polskiego Towarzystwa Matematycznego, Niemieckiego Stowarzyszenia Matematycznego, Szwajcarskiego Towarzystwa Matematycznego, Niemieckiego Towarzystwa Filozoficznego.
Od 1908 żonaty ze Stefanią Rosenblatt (1880–1957) z Lublina, psycholożką po studiach w Bernie. Był spokrewniony z Norbertem Wienerem. Siostrzeńcem żony Lichtensteina był Stefan Rozental.
Z początkiem września 1933, po wejściu w życie ustaw norymberskich, miał stracić katedrę w Lipsku. Wiedząc o tym udał się z żoną do Polski, zmarł nagle na zawał serca w Zakopanem. 30 sierpnia odbyła się uroczystość pogrzebowa w krematorium w Lipsku.

## Dorobek naukowy
W swojej działalności naukowej zajmował się analizą matematyczną, teorią równań różniczkowych o pochodnych cząstkowych, liniowych i nieliniowych, typu eliptycznego, a także teorią potencjału.
Zajmował się mechaniką płynów, teorią równowagi obracającej się cieczy. Udowodnił twierdzenie Poincaré′go dotyczące rodziny figur równowagi. Przedstawił matematyczne uzasadnienie stabilności pierścieni Saturna.

## Wybrane prace
- Beiträge zur Theorie der Kabel- Untersuchungen zu den Kapazitätsverhältnissen von verseilten und konzentrischen Mehrfachkabeln. München: Oldenbourg, 1908
- Astronomie und Mathematik in ihrer Wechselwirkung. Mathematische Probleme in der Theorie der Figur der Himmelskörper. Leipzig, 1922
- Grundlagen der Hydromechanik. Berlin: Springer, 1929
- Gleichgewichtsfiguren rotierender Flüssigkeiten. Berlin: Springer, 1933
- Vorlesungen über einige Klassen nichtlinearer Integralgleichungen und Integro-Differentialgleichungen nebst Anwendungen. Berlin: Springer, 1931